# Terytorium Północne
Terytorium Północne (ang. Northern Territory, NT) – terytorium federalne Związku Australijskiego, zajmujące północno-środkową część kontynentu australijskiego. Terytorium zajmuje obszar 1 347 791 km², co stanowi nieco ponad 1/6 całego terytorium Australii. W 2019 roku zamieszkane było przez 245 869 osób, mniej niż 1% ogółu kraju. Stolicą i głównym ośrodkiem miejskim terytorium jest Darwin. Wzdłuż wybrzeża występuje klimat tropikalny, wnętrze terytorium ma natomiast charakter pustynny i półpustynny.

## Geografia
Terytorium Północne zajmuje północno-środkową część kontynentu australijskiego. Rozciąga się z północy na południe na długości ponad 1600 km, a z zachodu na wschód blisko 1000 km. Graniczy ze stanami Australia Zachodnia (na zachodzie), Australia Południowa (na południu) i Queensland (na wschodzie). Naturalną północną granicę stanowi wybrzeże Oceanu Indyjskiego – Morze Timor na północnym zachodzie i Morze Arafura z Zatoką Karpentaria na północnym wschodzie.

### Klimat
| Miesiąc                          | Sty  | Lut  | Mar  | Kwi  | Maj  | Cze  | Lip  | Sie  | Wrz  | Paź  | Lis  | Gru  | Roczna |
| -------------------------------- | ---- | ---- | ---- | ---- | ---- | ---- | ---- | ---- | ---- | ---- | ---- | ---- | ------ |
| Średnie temperatury w dzień [°C] | 31.8 | 31.5 | 32.1 | 32.9 | 32.3 | 30.8 | 30.8 | 31.6 | 32.8 | 33.5 | 33.5 | 32.7 | 32,2   |
| Średnie dobowe temperatury [°C]  | 28.4 | 28.2 | 28.4 | 28.6 | 27.4 | 25.5 | 25.1 | 26.0 | 28.0 | 29.3 | 29.6 | 29.2 | 29,2   |
| Średnie temperatury w nocy [°C]  | 25.0 | 24.9 | 24.7 | 24.3 | 22.5 | 20.1 | 19.4 | 20.4 | 23.2 | 25.0 | 25.6 | 25.6 | 23,4   |
| Opady [mm]                       | 466  | 373  | 335  | 108  | 24.7 | 2.3  | 1.2  | 5.8  | 17.4 | 65.4 | 137  | 276  | 1811   |
| Średnia liczba dni z opadami     | 22.3 | 21.1 | 19.6 | 9.8  | 2.3  | 0.7  | 0.4  | 0.7  | 2.9  | 6.7  | 12.5 | 16.9 | 116    |
| Średnie usłonecznienie [h]       | 180  | 162  | 220  | 264  | 304  | 300  | 316  | 319  | 294  | 298  | 252  | 208  | 3111   |
| Źródło: Bureau of Meteorology    |      |      |      |      |      |      |      |      |      |      |      |      |        |

| Miesiąc | Sty  | Lut  | Mar  | Kwi  | Maj  | Cze  | Lip  | Sie  | Wrz  | Paź  | Lis  | Gru  | Roczna |
| --- | ---- | ---- | ---- | ---- | ---- | ---- | ---- | ---- | ---- | ---- | ---- | ---- | ------ |
| Średnie temperatury w dzień [°C]                                                                           | 36.7 | 35.8 | 34.8 | 32.3 | 27.8 | 24.8 | 25.1 | 27.5 | 32.5 | 35.2 | 36.7 | 37.0 | 32,2   |
| Średnie dobowe temperatury [°C]                                                                            | 30.1 | 30.2 | 29.2 | 26.7 | 22.1 | 19.0 | 18.9 | 20.9 | 25.8 | 28.6 | 30.4 | 31.0 | 26,1   |
| Średnie temperatury w nocy [°C]                                                                            | 25.0 | 24.8 | 23.5 | 20.8 | 16.4 | 13.1 | 12.7 | 14.3 | 19.0 | 22.0 | 25.1 | 25.0 | 20,0   |
| Opady [mm]                                                                                                 | 128  | 133  | 45.7 | 15.4 | 8.1  | 4.4  | 4.1  | 2.5  | 4.8  | 17.2 | 46.9 | 83.2 | 499    |
| Średnia liczba dni z opadami                                                                               | 10.5 | 9.6  | 4.7  | 1.7  | 1.4  | 0.9  | 0.8  | 0.4  | 1.8  | 3.4  | 5.9  | 8.6  | 49,7   |
| Średnie usłonecznienie [h]                                                                                 | 285  | 266  | 291  | 297  | 304  | 294  | 313  | 332  | 309  | 313  | 294  | 276  | 3587   |
| Źródło: Bureau of Meteorology (liczba dni z opadami dla wartości 0,1 mm, wysokość 376 m n.p.m., 1991-2020) |      |      |      |      |      |      |      |      |      |      |      |      |        |

| Miesiąc | Sty  | Lut  | Mar  | Kwi  | Maj  | Cze  | Lip  | Sie  | Wrz  | Paź  | Lis  | Gru  | Roczna |
| --- | ---- | ---- | ---- | ---- | ---- | ---- | ---- | ---- | ---- | ---- | ---- | ---- | ------ |
| Średnie temperatury w dzień [°C]                                                                           | 36.9 | 35.6 | 32.9 | 28.6 | 23.5 | 19.8 | 20.0 | 23.1 | 28.1 | 31.4 | 34.0 | 35.6 | 29,1   |
| Średnie dobowe temperatury [°C]                                                                            | 29.4 | 28.4 | 25.3 | 20.7 | 15.9 | 12.3 | 12.0 | 14.5 | 19.6 | 23.2 | 26.1 | 28.1 | 21,3   |
| Średnie temperatury w nocy [°C]                                                                            | 21.8 | 21.1 | 17.7 | 12.7 | 8.2  | 4.7  | 3.9  | 5.9  | 11.0 | 14.9 | 18.1 | 20.5 | 13,4   |
| Opady [mm]                                                                                                 | 39.9 | 40.3 | 35.4 | 20.3 | 18.2 | 13.6 | 16.5 | 5.1  | 7.1  | 21.3 | 32.7 | 40.9 | 291    |
| Średnia liczba dni z opadami                                                                               | 4.6  | 4.3  | 3.5  | 2.5  | 2.8  | 2.6  | 2.3  | 1.8  | 2.3  | 4.2  | 5.6  | 6.4  | 42,9   |
| Średnie usłonecznienie [h]                                                                                 | 319  | 284  | 298  | 288  | 270  | 255  | 282  | 310  | 300  | 313  | 303  | 307  | 3509   |
| Źródło: Bureau of Meteorology (liczba dni z opadami dla wartości 0,1 mm, wysokość 546 m n.p.m., 1981-2010) |      |      |      |      |      |      |      |      |      |      |      |      |        |

## Demografia
Terytorium jest bardzo słabo zaludnione a większą jego część stanowią obszary pustynne.  Ważniejsze miasta to (ludność w 2011 na podstawie spisu powszechnego):
| Ranking | Nazwa         | Ludność |
| ------- | ------------- | ------- |
| 1       | Darwin        | 78 925  |
| 2       | Palmerston    | 30 098  |
| 3       | Alice Springs | 28 449  |
| 4       | Litchfield    | 20 039  |
| 5       | Katherine     | 10 355  |
| 6       | Nhulunbuy     | 4 383   |
| 7       | Tennant Creek | 3 515   |
| 8       | Wadeye        | 2 682   |
| 9       | Jabiru        | 1 271   |
| 10      | Yulara        | 991     |

## Ustrój polityczny
Choć formalnie kontrolę nad Terytorium sprawują władze federalne Australii, w praktyce od 1978 cieszy się ono stopniem samodzielności bardzo zbliżonym do stanów. Władzę ustawodawczą stanowi dwudziestopięcioosobowe Zgromadzenie Ustawodawcze. Na czele władzy wykonawczej nominalnie stoi administrator, powoływany przez gubernatora generalnego Australii na wniosek rządu federalnego i na podstawie rekomendacji rządu Terytorium. Faktycznie codzienną administracją Terytorium kieruje szef ministrów, będący odpowiednikiem premierów stanowych. Pochodzi on z nominacji administratora, który zwyczajowo powołuje na to stanowisko lidera większości parlamentarnej.

## Historia
Terytorium Północne w latach 1825-1863 było częścią Nowej Południowej Walii, a następnie do 1911 wchodziło w skład Australii Południowej. Od 1 stycznia 1911 pozostawało pod kontrolą władz federalnych. W 1978 terytorium uzyskało własny rząd. W 1998 odbyło się referendum w sprawie przekształcenia terytorium w siódmy stan Australii, w którym 51,9% mieszkańców opowiedziało się za utrzymaniem dotychczasowego statusu.

## Gospodarka

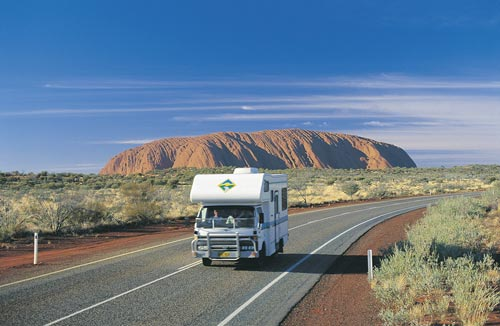
Droga Lasseter Highway przy Uluru-Kata Tjuta

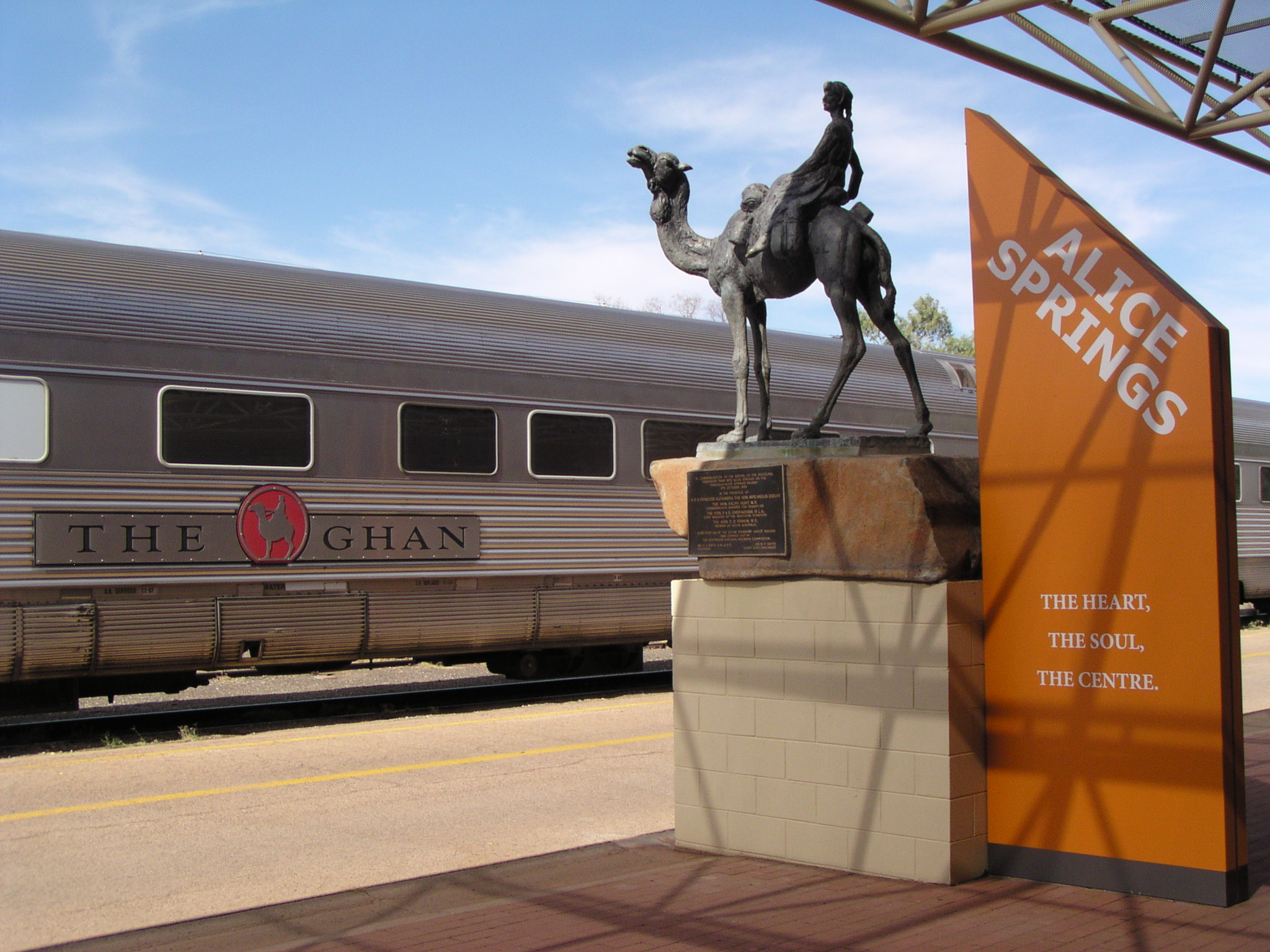
The Ghan na stacji w Alice Springs

Gospodarka Terytorium Północnego opiera się głównie na przemyśle i turystyce.
- Eksploatacja górnicza
  - Boksyty na półwyspie Gove
  - Rudy manganu w Groote Eylandt

## Turystyka
W części centralnej znajdują się dwie niezwykłe formacje skalne, Uluru (Ayers Rock) oraz Kata Tjuta (The Olgas), które są otaczane czcią przez Aborygenów oraz stanowią atrakcję turystyczną. Na terenie terytorium położony jest też Park Narodowy Kakadu.

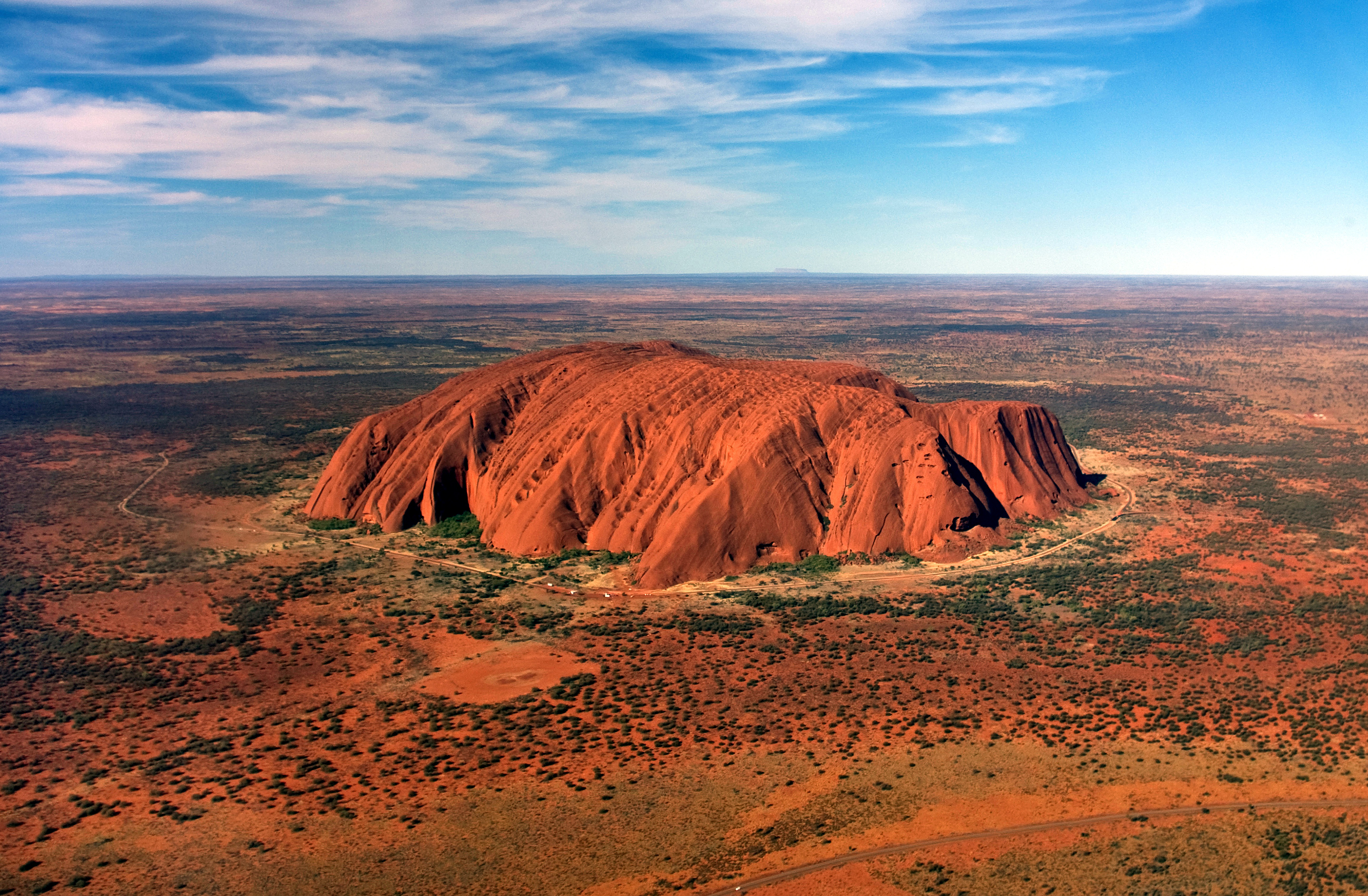
Uluru
Park Narodowy Uluru-Kata Tjuta

## Transport

Mapa z głównymi drogami terytorium

- Lista dróg w Terytorium Północnym
- The Ghan